# Tauriac-de-Camarès
Tauriac-de-Camarès (okzitanisch Tauriac de Camarés) ist ein Ort und eine südfranzösische Gemeinde mit 35 Einwohnern (Stand 1. Januar 2022) im Département Aveyron in der Region Okzitanien (vor 2016 Midi-Pyrénées). Tauriac-de-Camarès gehört zum Arrondissement Millau und zum Kanton Causses-Rougiers. Die Einwohner werden Tauriacois genannt.

## Lage
Tauriac-de-Camarès liegt etwa 57 Kilometer ostsüdöstlich von Albi im Südwesten der historischen Provinz Rouergue. Umgeben wird Tauriac-de-Camarès von den Nachbargemeinden Montagnol im Norden, Ceilhes-et-Rocozels im Osten und Nordosten, Avène im Osten und Südosten, Mélagues im Süden, Brusque im Westen sowie Fayet im Nordwesten.

## Bevölkerungsentwicklung
| Jahr                       | 1962 | 1968 | 1975 | 1982 | 1990 | 1999 | 2006 | 2018 |
| Einwohner                  | 112  | 99   | 82   | 73   | 56   | 64   | 59   | 37   |
| Quellen: Cassini und INSEE |      |      |      |      |      |      |      |      |

## Sehenswürdigkeiten
- Kirche La Nativité-de-la-Sainte-Vierge
- Kopie des Statuenmenhirs von Tauriac, nördlich des Ortes

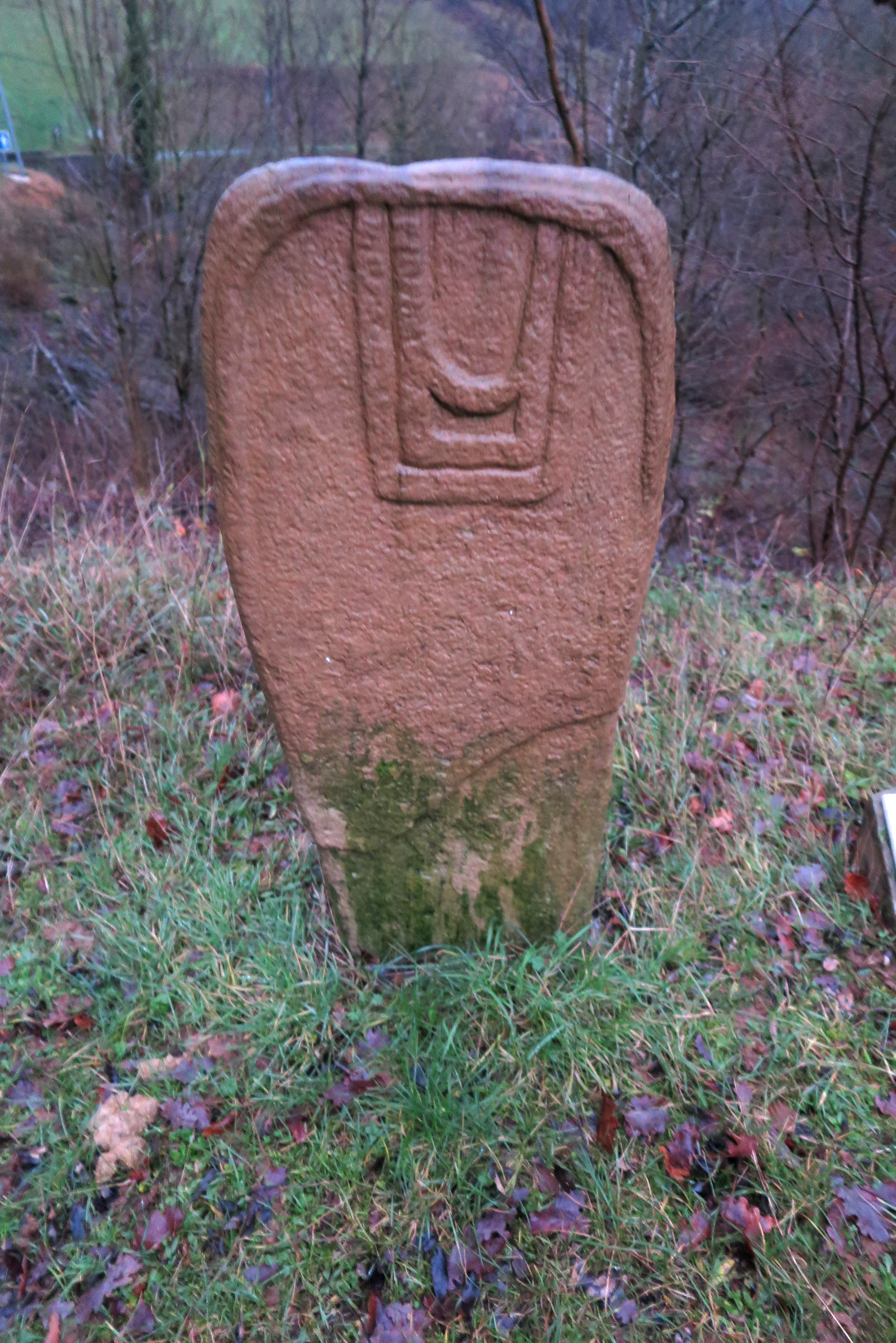
Statuenmenhir